# Václav Libora
Václav Libora (* 28. ledna 1948 Praha) je bývalý český hokejový útočník.

## Hokejová kariéra
V československé lize hrál za Spartu Praha. Odehrál 3 ligové sezóny, nastoupil v 10 ligových utkáních, dal 1 gól a měl 2 trestné minuty. Později působil jako trenér ve švýcarském HC Neuchâtel Young Sprinters.

## Klubové statistiky
| 1967/1968 | Sparta Praha | 1. liga | 4 | 0 | 0 | 0 | 0 |
| 1968/1969 | Sparta Praha | 1. liga | 2 | 1 | 0 | 1 | 0 |
| 1969/1970 | Sparta Praha | 1. liga | 4 | 0 | 0 | 0 | 2 |